# Leonardo Castellanos y Castellanos
Leonardo Castellanos y Castellanos, né à Ecuandureo dans le Michoacán au Mexique le 5 novembre 1862, mort à San Juan Bautista actuellement Villahermosa dans le Tabasco le 19 mai 1912 est un évêque mexicain, vénérable.
Il est évêque de Tabasco pendant trois ans et demi, d'août 1908 à mai 1912. Pendant son épiscopat, il est confronté à de nombreux obstacles, à la pauvreté, à l'hostilité, aux combats insurrectionnels et à une grave épidémie de peste.
Il se dévoue particulièrement pour l'éducation, pour les pauvres et les malades. Il fonde plusieurs écoles et institutions. Il meurt de la peste contractée en assistant les malades et agonisants.
Les fidèles de son diocèse l'aimaient beaucoup et ont demandé sa canonisation, en raison de ses œuvres. Sa cause de béatification est en cours d'étude ; il est reconnu « vénérable » en 1989 par le pape Jean-Paul II, qui lui rend hommage et l'appelle « l'évêque pauvre ».

## Biographie

### Jeunesse
José Leonardo de Jesús Castellanos y Castellanos naît à Ecuandureo (es), un petit village de l'État de Michoacán, le 5 novembre 1862,, ou le lendemain 6 novembre,. Il est le fils de Don Fernando Castellanos, tailleur, et de Lugarda Castellanos, qui étaient tous les deux veufs lorsqu'ils se sont mariés. Il est confirmé le 22 février 1866 par M. De la Peña.
Sa mère meurt lorsqu'il a 6 ans. Son père s'occupe alors de son éducation et d'encourager sa dévotion religieuse. Il commence sa scolarité dans son village, donne de petits signes de piété, et a beaucoup d'amis. Bon élève, il est appliqué et obéissant en classe, enthousiaste et affectueux avec ses camarades qui l'apprécient pour ses qualités.

### Prêtre diocésain
Il entre au séminaire le 15 janvier 1875, à l'âge de treize ans. En raison de la pauvreté de sa famille, il y est d'abord étudiant extérieur, puis stagiaire. Il lui arrive alors de travailler chez le tailleur de son père. Il est ordonné prêtre le 20 mars 1886,.
De santé fragile, il est envoyé dans son village pour se soigner. Mais il s'occupe beaucoup avec le catéchisme, les confessions, les visites aux malades et aux pauvres. Après avoir été ainsi vicaire, il est nommé en 1889 curé d'Ecuandureo, son village natal. Il se consacre complètement à son ministère, il lance des projets et des travaux comme la création d'une école et la fondation d'une mutuelle, ainsi que la construction des deux tours de l'église paroissiale.
Il est ensuite nommé par M. Canon chanoine de la cathédrale de Zamora en 1905. Il est aussi nommé recteur du séminaire. Il accepte ces deux postes avec humilité, et en remplit les fonctions avec responsabilité et dévouement, jusqu'en 1908.

### Évêque de Tabasco

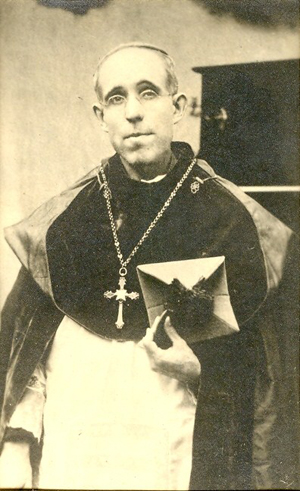
L'évêque Leonardo Castellanos, vers 1910.

Le pape Pie X le choisit comme évêque du diocèse de Tabasco le 7 août 1908. Il remplace Mgr Francisco Campos y Ángeles qui est nommé évêque de Chilapa depuis octobre 1907.
Il est ordonné évêque le 27 septembre 1908, dans la basilique Notre-Dame-de-Guadalupe,. Son principal consécrateur est l'archevêque Giuseppe Ridolfi, assisté des évêques Francisco Maria Campos y Angeles et José de Jesús Fernández y Barragán. Il est installé évêque de Tabasco huit jours plus tard, le 5 octobre de la même année.
Comme évêque, Mgr Castellanos est confronté à l'hérésie, à l'incroyance et à la puissance des riches. Les pauvres sont démunis, relégués loin des autres, condamnés à obéir sans espoir ; il leur consacre la plus grande partie de son temps, ses prières et ses efforts.
Il se dévoue au service de tous, il gagne l'affection et le respect de ses diocésains par son dévouement et en conservant pour lui-même humilité et austérité. Il passe beaucoup de temps en prédication et en confessions. Avec de faibles revenus épiscopaux, il fonde une école et donne des cours gratuits à l'Institut Juarez. Il ne fait  pas payer de frais aux démunis pour l'administration des sacrements.
Lorsque l'épidémie de peste jaune atteint Tabasco en 1912, beaucoup d'habitants en meurent. L'évêque prend lui-même grand soin des malades, et n'hésite pas à assister ceux qui vont mourir, pour accompagner leurs derniers instants. Il vend les meubles épiscopaux et donne tout ce qu'il faut pour multiplier les hôpitaux et améliorer les soins aux malades, auxquels il concourt lui-même. Il offre aussi de quoi leur donner une sépulture décente,.
En s'exposant ainsi auprès des malades, il est lui-même contaminé par la peste. Après huit jours de souffrance subie avec courage, il meurt le 19 mai 1912,. De nombreuses personnes assistent à ses obsèques et à son enterrement, y compris des anti-cléricaux. Peu après, Don Enrique Ruíz Pérez et le gouverneur de Tabasco, Francisco J. Múgica, font transférer ses restes dans son petit village d'Ecuandureo, où ils reposent encore au début du XXIe siècle.

## Procédure de béatification
Le procès en béatification de Leonardo Castellanos est ouvert au niveau diocésain en 1950. Le procès apostolique commence en 1960, l'ouverture officielle de la cause à Rome a lieu le 1er juillet 1964.
Ses vertus étant reconnues héroïques, il est proclamé « vénérable » le 21 décembre 1989 par Jean-Paul II.

## Hommages
Un doyenné de six paroisses porte son nom dans le diocèse de Tabasco : le doyenné « Don Leonardo Castellanos ».
Lors de sa deuxième visite au Mexique, en 1990, le pape Jean-Paul II évoque la figure du vénérable Leonardo Castellanos, qu'il appelle « l'évêque pauvre ».